# Die Pilgrime auf Golgatha

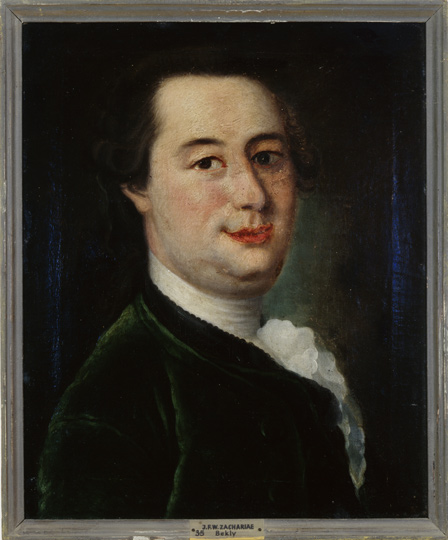
Justus Friedrich Wilhelm Zachariae, Gemälde von E. Bekly, 1757, Gleimhaus Halberstadt

Die Pilgrime auf Golgatha, auch Die Pilgrimme auf Golgatha, ist der Titel eines musikalischen Dramas von Justus Friedrich Wilhelm Zachariae. Es wurde mehrfach vertont und erfreute sich in der zweiten Hälfte des 18. Jahrhunderts „besonderer Beliebtheit“.

## Vorlage
Zachariae veröffentlichte die Pilgrime im Jahr 1756. Das Werk ist eine freie Nachdichtung des italienischen Librettos I Pellegrini al Sepolcro di Nostro Signore (Die Pilger am Grab unseres Herrn) des Dresdner Hofdichters Stefano Pallavicini. In seiner italienischen Urform war es unter anderem von Johann Adolf Hasse vertont und am Karfreitag 1747 in der Katholischen Hofkirche aufgeführt worden, vermutlich vor einem Kulissenheiliggrab. 1784 veröffentlichte Johann Adam Hiller eine deutsche Fassung von Hasses Vertonung, ebenfalls unter dem Titel Die Pilgrimme auf Golgatha, für die er die Übersetzung von Johann Joachim Eschenburg benutzte.

## Gestaltung
Zachariaes Pilgrime sind ein Beispiel für eine meditativ-moralische Passionsmusik oder lyrisches Oratorium, das im zweiten Drittel des 18. Jahrhunderts mehr und mehr das klassische Passionsoratorium ablöste. Das bekannteste deutsche Beispiel ist Der Tod Jesu von 1755, ein Passionsoratorium (auch Passionskantate genannt) von Carl Heinrich Graun (1704–1759) nach einem Libretto von Karl Wilhelm Ramler (1725–1798).
Der Text stellt keine vollständige Nacherzählung der Passion Christi mehr dar. Mit Ausnahme des vorletzten Satzes, eines kurzen Arioso über den verkürzten Vers 1 Kor 6,20 , zitiert er auch keine Bibeltexte. Stattdessen gibt es eine Abfolge von überwiegend betrachtenden Dialogen und lyrischen Texten, geprägt von Empfindsamkeit in der Zeit der Aufklärung.
Auf Golgatha treffen zwei Pilger mit einem Einsiedler zusammen, der dort lebt. Sie unterhalten sich über Sinn und Zweck der Wallfahrt. Eine vorbeiziehende Gruppe von Pilgern sinnt der Passionsgeschichte nach. Als Höhepunkt erscheint ein Engel, der den Pilgern die Moral offenbart:
Seid immer Wanderer auf Erden,

Und opfert nicht bloß rednerischen Dank

Dem, der für euch den Kelch des Todes trank;

Erfüllt gehorsam sein Gebot,

Und preiset seinen Tod

Durch tugendhaftes Leben.

## Gliederung

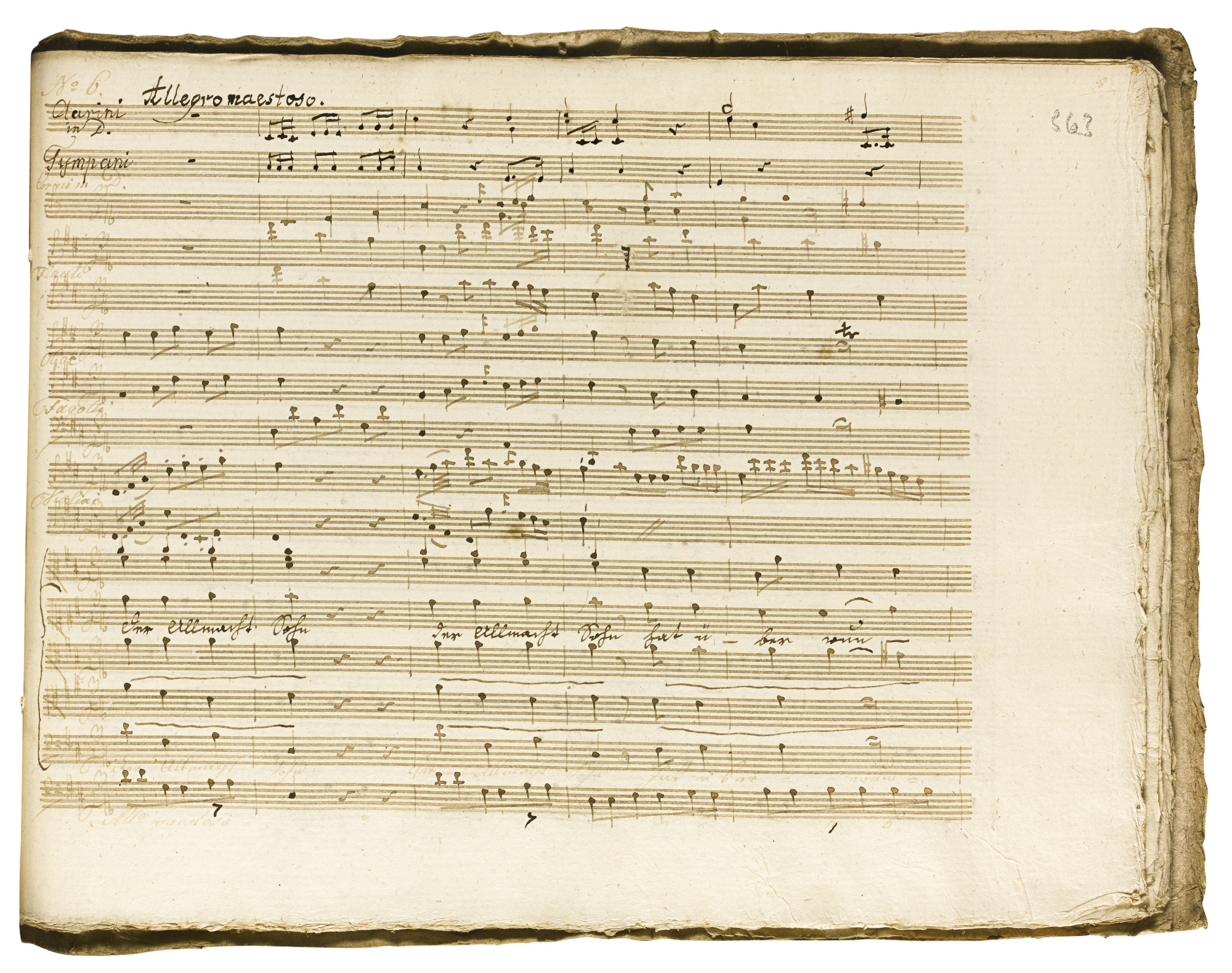
Beginn des Schlusschors Der Allmacht Sohn hat überwunden! in der Fassung von Johann Georg Albrechtsberger

1. Recitativ – Der erste Pilgrim – Ehrwürdger Einsiedler
2. Aria – Golgatha! Meiner Andacht wünscht ich Flügel
3. Recitativ – Der zweite Pilgrim – Du frommer Mann, wir rissen uns von unsren Sünden
4. Aria – Für so viel Leiden, so viel Plagen
5. Recitativ – Der Einsiedler – Heil euch! ihr Wanderer!
6. Aria – In siebenfältge Nacht
7. Recitativ – Doch wie ist’s möglich
8. Aria – Wie toben nicht des Meeres Wogen
9. Recitativ – Der zweite Pilgrim – O frommer Alter, zeig uns dann
10. Der erste Pilgrim – Soll der, der selbst die heilge Gegend schaut
11. Aria – Die Wehmut weint der Menschlichkeit zu Ehren
12. Recitativ – Der Einsiedler – Ja, fromme Wanderer! Betrachtet diesen Berg
13. Duett (beide Pilger) – Wir wollen uns dem Orte, O Jesu, voller Demut nahn
14. Recitativ – Der Einsiedler – Mit welchem heiligen Entzücken
15. Chor der Pilgrime – Sei uns gesegnet, du heiliger Berg
16. Recitativ – Der Einsiedler – Dort unten an des Berges Fuß
17. Chor – Sei uns gesegnet, du heiliges Grab
18. Recitativ – Der Einsiedler – Was seh ich? Engel steigen nieder
19. (man höret sanfte andächtige Musik)
20. Recitativ – Der erste Pilgrim – Welch eine süße Harmonie!
21. Accompagnement – Der Engel – Wie selig sind die frommen Klagen
22. Chor – Seid uns gesegnet, ihr Tränen des Mitleids, um Jesu geweinet
23. Recitativ – Der Engel – Du, heiliges Gebirge
24. Chor – O Himmel! wer kann es ermessen
25. Recitativ – Der Engel – Und dennoch tat er es!
26. Aria – Du Sünder, dem die heilige Geschichte
27. Recitativ – Der Einsiedler – O himmlischer Gefährte, deine Reden
28. Der Engel – Seid immer Wanderer auf Erden
29. Arioso – Ihr seid teuer erkauft, darum preiset Gott
30. Schlusschor – Der Allmacht Sohn hat überwunden!

## Vertonungen
Folgende Komponisten vertonten dieses Libretto:
| Jahr    | Komponist                       | Uraufführung    | Aufführungsort               | Anmerkungen                                                     |  |
| ------- | ------------------------------- | --------------- | ---------------------------- | --------------------------------------------------------------- |  |
| 1781    | Johann Georg Albrechtsberger    | 2. April 1781   | Theater am Kärntnertor, Wien | Auftragswerk im Auftrag der Tonkünstler-Sozietät                |  |
| 1762    | Johann Balthasar Kehl           | 1762            | Erlangen                     |                                                                 |  |
| um 1769 | Johann Christoph Friedrich Bach | um 1769         | Bückeburg                    | früher fälschlich Carl Philipp Emanuel Bach zugeschrieben       |  |
| 1807    | Georg Abraham Schneider         | 27. August 1807 | Petrikirche (Berlin-Cölln)   |                                                                 |  |
| um 1776 | Georg Simon Löhlein             | um 1776         | Leipzig                      | Textbuch erhalten, ansonsten liegt nur unvollständige Kunde vor |  |

### Ausgaben / Digitalisate
- Musik von Johann Georg Albrechtsberger
  - Digitalisat des Librettos, Österreichische Nationalbibliothek.
- Musik von Johann Christoph Friedrich Bach
  - Ulrich Leisinger (Hrsg.). Carus-Verlag, Stuttgart 1999 (= Stuttgarter Bach-Ausgabe, Ser. F: Johann Christoph Friedrich Bach; Gruppe 1: Vokalmusik)
- Musik von Johann Balthasar Kehl
  - Digitalisat einer Abschrift von ca. 1800, Stadtbibliothek Lübeck
  - Textbuch der durch Chöre von Johann Dietrich Christian Graff (1732–1771) erweiterten Fassung, Aufführung vom 28. März 1774 im Concert-Saal Wolfenbüttel, Herzog August Bibliothek;
  - Textbuch der Aufführungen 1785 unter der Leitung von Kantor Johann Wilhelm Samuel Rosenbaum im Hochgräflichen Concertsaale und hiesigen Stadtkirchen in Wernigerode, Universitäts- und Landesbibliothek Sachsen-Anhalt; urn:nbn:de:gbv:3:1-701583
  - Textbuch, ca. 1775 Staatsbibliothek Berlin
  - Verlag Merseburger, Kassel / Berlin 2002; ISMN 979-0-2007-3096-8 (Suche im DNB-Portal)
- Musik von Georg Abraham Schneider
  - Libretto, Library of Congress

### Sekundärliteratur
- Howard E. Smither: A History of the Oratorio. Band 3: The Oratorio in the Classical Era. University of North Carolina Press, 1987, ISBN 0-8078-1274-9, S. 366.
- Silke Leopold, Ulrich Scheideler (Hrsg.): Oratorienführer. Metzler, Stuttgart / Weimar – Bärenreiter, Kassel 2000, ISBN 3-476-00977-7.